# 大衛·阿爾頓
利物浦的阿爾頓男爵大衛·帕德里克·保羅·阿爾頓，KCSG，KCMCO（英語：Sacred Military Constantinian Order of Saint George，1951年3月15日—），英國政治人物，於1979年至1997年間任英國下議院議員，於1997年開始擔任英國上議院議員。

## 生平

### 早年生涯
阿爾頓在1951年3月15日出生於倫敦。其父弗雷德里克·阿爾頓曾服役於英國陸軍第7裝甲師，其後曾在福特汽車工作；其母碧姬·阿爾頓是來自愛爾蘭西部的愛爾蘭語母語使用者。阿爾頓畢業於霍恩徹奇坎皮恩學校和利物浦基督教育學院，畢業後曾擔任教師。1972年，阿爾頓代表自由黨參選利物浦市議會低山選區並當選，之後在1973年改任史密斯下選區議員。他其後在1977年至1979年間任利物浦市議會副領袖。

### 政治生涯
阿爾頓曾在1974年2月和10月的大選中參選，但未能當選。在1979年利物浦邊山補選中，阿爾頓以28歲之齡代表自由黨參選並取得議席，成為當時英國國會最年輕的議員。但由於在他當選的前一天，由詹姆斯·卡拉漢領導的工黨政府未能通過信任投票，他亦因此成為了任期最短的國會議員，其任期不足一週。他在5週後的大選中成功連任。在1983年大選中，因利物浦邊山選區被廢除，他改為參選利物浦莫斯利山選區並當選。
阿爾頓擔任下議院議員期間，曾經擔任自由黨的環境、海外援助、內政和北愛爾蘭的發言人，亦曾擔任自由黨首席黨鞭。在1988年自由黨和社會民主黨合併為自由民主黨時，他亦繼續留在自由民主黨。直至1992年，因自由民主黨在墮胎的立場與阿爾頓存在分歧，他表示自下屆大選起不再代表自由民主黨參選。他在1997年卸任下議院議員後，獲冊封為終身貴族而加入上議院，其後獲冊封為默西賽德郡莫斯利山的利物浦的阿爾頓男爵。

### 人權工作
1987年，阿爾頓成立協助流浪兒的慈善團體銀禧運動，並曾在1990年代初發表有關宗教少數群體的報告。他亦是國際青年領袖網絡和拯救剛果的贊助人。
2017年，阿爾頓與保守黨人權委員會副主席羅哲斯、前自由民主黨黨魁艾思定、工黨國會議員嘉芙蓮·韋斯特、前外交及聯邦事務大臣聶偉敬和御用大律師傑弗里·尼斯一同成立非政府組織香港監察，以監察和匯報香港的發展。

### 褫奪何君堯名譽博士學位
2019年10月，去信香港立法會議員何君堯就讀的安格里亞魯斯金大學，稱他有多個「不當行為」，包括曾發表有關大屠殺、攻擊同性戀、攻擊女性以及種族主義的言論，促請校方褫奪何君堯的名譽博士學位。到10月29日，校方確認已褫奪何君堯名譽法學博士學位。大學網頁亦已移除其資料。

## 谴责中国政府和被制裁
2020年9月8日在工党希柏恩·麦克唐纳的协调下，与包括英国保守党外交事务委员会主席托马斯·图根达特、自由民主党领袖爱德·戴维，以及英国绿党、苏格兰民族党和威尔士党在内的130多名议员给中国驻英大使刘晓明写信，联名谴责中国政府针对新疆维吾尔穆斯林的行为。中国外交部在2021年3月26日宣布对恶意传播谎言和虚假信息的英方9名人员和4个实体实施制裁，禁止有关人员及其直系家属入境（包括香港、澳门），奥尔顿榜上有名。

## 個人生活
阿爾頓在1988年娶言語治療師伊利沙伯·貝爾為妻，兩人育有4名子女和2名孫輩。他亦是羅馬天主教徒。
1997年，阿爾頓獲利物浦約翰摩爾斯大學任命為公民教授及羅斯科公民身份基金會總監。他亦分別在2003年和2008年獲頒授KCMCO和聖大額我略教宗騎士團勳章。

## 外部連結
- 官方網站（页面存档备份，存于）
- 官方Facebook專頁（页面存档备份，存于）

| 大不列颠及北爱尔兰联合王国国会 | 大不列颠及北爱尔兰联合王国国会       | 大不列颠及北爱尔兰联合王国国会 |
| ------------------------------ | ------------------------------------ | ------------------------------ |
| 前任者： 亞瑟·歐文             | 利物浦邊山選區議員 1979年—1983年     | 選區廢除                       |
| 新選區                         | 利物浦莫斯利山選區議員 1983年—1997年 | 選區廢除                       |
| 政党职务                       |                                      |                                |
| 前任者： 阿倫·白思             | 自由黨首席黨鞭 1985年—1987年         | 繼任者： 吉姆·華萊士           |